# Меліоїдоз
Меліоїдоз (англ. Melioidosis від грец. μηλις — «смуток ослів» та лат. osis — «подібний», що разом означає «схожий на сап»; тому також іноді псевдосап, хвороба Вітмора, заст. — септицемія морфіністів, хвороба садівників Найткліфф, хвороба Paddy-field) — ендемічне інфекційне захворювання з групи бактеріальних зоонозів, яке спричинює Burkholderia pseudomallei. Характеризується переважно контактним механізмом передачі інфекції, виникненням сепсису з утворенням гнійних вогнищ — абсцесів (септикопіємія за старою класифікацією), утворенням гранульом в органах і тканинах, проносом, зневодненням, гострим і хронічним перебігом.

## Етіологія
Збудник меліоїдозу Burkholderia pseudomallei (застаріле — Pseudomonas pseudomallei), грамнегативна паличка, рухлива завдяки наявності джгутиків, добре забарвлюється аніліновими фарбами з формуванням чіткої біполярності. Капсул і спор не утворює, факультативний аероб, росте на звичайних поживних середовищах. У ґрунті і фекаліях зберігається протягом місяця, в сечі — до 15 днів, у воді — до 18 місяців. Чутлива до дії дезінфікуючих речовин. Входить до арсеналу біологічної зброї у аерозольній формі.
Детальніші відомості з цієї теми ви можете знайти в статті Burkholderia pseudomallei.

## Епідеміологічні особливості
Джерелами інфекції є деякі види гризунів, а також свійські тварини. Збудник з екскрементами, гнійними виділеннями потрапляє в ґрунт, воду. Основний механізм передачі контактний, рідше зараження людини відбувається аліментарним, аспіраційним чи трансмісивним механізмами. Зараження від людини не описане, але є відомі випадки меліоїдозу легень у медичних працівників лікарень, де лікувались хворі на меліоїдоз, що розцінюється як внутрішньолікарняна інфекція. Сприйнятливість до хвороби невисока. Після перенесеної хвороби з'являється напружений стійкий імунітет. Випадки повторного захворювання меліоїдозом не описані. Хвороба є ендемічною для Південно-Східній Азії, Австралії, Близького Сходу, Індії та Китаю. По суті меліоїдоз поширений у тропічних районах між широтами до 20 градусів на північ та південь. Але в інших регіонах світу реєструються поодинокі випадки завізного меліоїдозу. Генералізований меліоїдоз має летальність до 50 %.

## Патогенез
Проникнення збудника в організм людини відбувається через пошкоджену шкіру (відкриті рани, опікові поверхні, мікротравми тощо). У природних умовах значно менше значення аліментарна передача, ще менше — аспіраційна. З вхідних воріт збудник проникає до лімфатичної системи, а звідси потім у кров. Відбувається дисемінація бактерій і генералізація патологічного процесу. У внутрішніх органах утворюються специфічні гранульоми, які надалі піддаються казеозному розпаду, гнійному розплавленню з утворенням абсцесів. Вогнища некрозів і абсцеси можуть зливатися і зростати в розмірах. Виникають специфічні ураження практично у всіх органах і тканинах. Найбільш тяжкі форми хвороби розвиваються у ослаблених осіб, хворих на діабет, хронічний гепатит і хронічну хворобу нирок, туберкульоз, у наркоманів (звідси походить одна із старих назв хвороби — септицемія морфіністів). При більш сприятливому преморбідному (перед хворобою) фоні організму можуть розвиватися відносно доброякісні форми захворювання з утворенням абсцесів тільки в легенях. Перебіг хвороби може бути й латентним.

## Клінічні прояви
Інкубаційний період триває 2 — 24 дні, іноді до кількох місяців і років. Виділяють п'ять клінічних форм меліоїдозу:
- септична (блискавична, гостра, підгостра, хронічна);
- легенева (інфільтративна, абсцедуюча);
- локалізована;
- рецидивуюча;
- латентна.

### Септична форма з блискавичним перебігом
Починається раптово, розвивається бурхливо, на 2-й день настає смерть від інфекційно-токсичного шоку. На тлі тяжкої і наростаючої гарячки (до 40–41 °C і вище) з'являються багаторазове блювання і часті рідкі випорожнення ентеритичного характеру, що призводить до дегідратаційного шоку. Стрімко наростають ознаки серцево-судинної недостатності. Виникає і прогресує задишка, розвивається
кашель із виділенням слизисто-гнійного, іноді кров'янистого харкотиння. Часто збільшені селезінка і печінка, в окремих випадках виникає жовтяниця.

### Септична форма з гострим перебігом
Перебігає як септицемія. Починається з ознобу і гарячки з високими цифрами підвищення температури тіла (40–40,5 °C), в перші 4–6 днів постійного характеру, в наступні дні з невеликими ремісіями. Інтоксикаційні прояви нагадують такі при блискавичному перебігу. На 5–6 день хвороби може з'явитися пустульозний висип, іноді з геморагічним вмістом. Елементи містять в'язкий гній, запальний обідок навколо пустул відсутній. Висип при цьому рясний, але долоні та підошви від елементів завжди вільні, що має диференційно-діагностичне значення. Висип супроводжується лімфаденітами, частіше шийним і пахвовим. Тривалість гострої форми 8–15 днів. Без лікування летальність майже стовідсоткова.

### Септична форма з підгострим перебігом
Розвивається септикопіємія. Прояви обумовлені локалізацією гнійних вогнищ. Найчастіше формуються абсцеси легень з гнійним плевритом. Майже постійні абсцеси печінки, селезінки, нирок, гнійний перитоніт. Формуються абсцеси в кістках, суглобах, підшкірно-жирової клітковині, гнійні синовіїти, що супроводжується інтоксикацією. Описані абсцеси в серці та гнійні перикардити. Можлива гангренозна ектіма. Перебіг хвороби може бути хвилеподібним, можливі короткочасні періоди поліпшення самопочуття. Температура тіла постійно висока з невеликими послабленнями. Без етіотропного лікування хворі, як правило, гинуть до кінця місяця (летальність 96 % і вище).

### Септична форма, хронічний перебіг
Спостерігається рідко. Клінічні прояви поліморфні. На тлі гарячки виявляються ознаки абсцедування внутрішніх органів. Характерні абсцеси в підшкірній клітковині, шкірі, кістках з утворенням множинних нориць. На шкіри виникають тяжкі пустульозні та бульозні дерматити. У всіх хворих з часом розвиваються абсцеси легень, печінки, селезінки, ураження сечостатевої системи, мозкових оболон. Поступово розвиваються кахексія, амілоїдоз, поєднуються вторинні бактеріальні ускладнення. Іноді при хронічному перебігу має місце досить тривало задовільний стан хворих, інтоксикація виражена слабо, абсцеси перебігають мляво, при локалізації в підшкірній клітковині та шкірі вони мимовільно розкриваються, утворюються виразки. При загостренні захворювання приймає тяжкий перебіг. Тривалість хронічної форми меліоїдоза від декількох місяців до декількох років. Летальність дуже
висока, при несвоєчасному лікуванні досягає 100 %.

### Легенева форма
Як правило, починається поволі, лише іноді гостро. Гарячка наростає поступово до високих цифр, температурна крива носить неправильний або переміжний характер. Характерними є повторні озноби і поти. Розвивається картина тяжкої пневмонії, потім — абсцесів легень і гнійного плевриту з відповідними проявами: хворі відкашлюють густе зеленувато-жовте харкотиння, іноді з домішкою крові. Рентгенологічні дані нагадують такі при туберкульозі: виявляються великі порожнини (до 4–5 см діаметрі), переважно у верхніх частках легень. Перебіг специфічної абсцедуючої пневмонії супроводжується вираженими проявами інтоксикації. Іноді при ураженні легень виникають інфільтрати без казеозного розпаду та утворення порожнин (інфільтративна форма). Прогноз легеневої форми хвороби залежить від своєчасності та адекватності лікування, але у більшості випадків несприятливий.

### Локалізована форма
Характеризується утворенням одиничних абсцесів різної локалізації, що не супроводжуються інтоксикацією. Абсцеси можуть бути на поверхні шкіри, в глибині клітковини, м'язах, лімфатичних вузлах. Нерідко в процес втягуються кістки. Тяжкість захворювання варіює. Зазвичай відзначається помірна гарячка. Іноді вона відсутня. При поверхневих ураженнях перебіг захворювання легкий, проте при значному поширенні процесу і тривалому перебігу є ймовірність розвитку кахексії зі смертельними наслідками. В окремих випадках локалізована форма може переходити в септикопіемічну.

### Рецидивуючий меліоїдоз
Збудник меліоїдоза здатний тривалий час зберігатися в організмі у латентній формі. Активізація латентної інфекції може проявитись гострою септичною чи легеневою формами захворювання або хронічною локалізованою гнійною хворобою. Рецидив розвивається через тривалий час після первинного інфікування. Описаний випадок рецидиву через 26 років після зараження. Рецидив може бути спровокований хірургічним втручанням, тяжким грипом, променевою терапією тощо. Часта активізація латентної меліоїдозної інфекції у хворих на ВІЛ-інфекцію.

### Латентна форма
Діагностується під час обстеження хворих в ендемічних по меліоїдозу районах, при серологічному обстеженні.

## Діагностика
Основним методом діагностики є бактеріологічний посів крові, харкотиння, гною, сечі, слизу з носоглотки та інших виділень. У фекаліях збудник виявляється рідко. Посів здійснюється на середовище Ешдауна, яке містить гентаміцин, що пригнічує ріст можливих інших бактерій. Серед серологічних методів найбільше використовують реакції зв'язування комплементу (РЗК), яку вважають найчутливішою (діагностичний титр 1:20 і більше), і гальмування аглютинації (РГГА), які слід проводити з парними сироватками, взятими з десятиденним інтервалом.

## Лікування
Лікування повинно бути розпочато як найраніше. На початковій стадії препаратами вибору є антибіотики групи цефалоспоринів — цефтазидим, також меропенем, цефоперазон-сульбактам. Внутрішньовенне введення антибіотиків проводиться щонайменше 10–14 днів, і, як правило, не припиняється, триваючи 40-60 днів, поки температура тіла пацієнта не нормалізується протягом не менше 48 годин. внутрішньом'язеве введення може продовжуватися до 30 днів. Альтернативний вибір у тяжких випадках меліоїдозу включає іміпенем-циластатин або меропенем з Ко-тримоксазолом або без нього. Вживання цих препаратів може тривати до 4 тижнів залежно від клінічної відповіді. Потім проводять 20-тижневий курс доксицикліну і ко-тримоксазолу, який, як вважається, мінімізує ймовірність рецидиву краще, ніж амоксицилін / клавуланат.
За показаннями застосовують хірургічні методи лікування для дренування абсцесів.

## Профілактика
Специфічна профілактика нині не розроблена. Хворі підлягають ізоляції та госпіталізації. При загрозі внутрішньолабораторного зараження рекомендується превентивна хіміотерапія ко-тримоксазолом і доксицикліном. В осередку проводять дезінфекцію, дератизацію та дезінсекцію. Забороняється вживання сирої води і купання в стоячих водоймах.